# 南但広域行政事務組合
南但広域行政事務組合（なんたんこういきぎょうせいじむくみあい）は、兵庫県朝来市、養父市の2市が設立している一部事務組合。

## 事務局
- 〒667-0126 兵庫県養父市堀畑550

### 主な事務内容
- 関係市が共同して行う地域振興事業の実施
- 消防に関する事務
- 休日診療所の設置及び管理

### 沿革
- 1972年（昭和47年）12月1日 – 発足。
- 2013年（平成25年）4月1日 – 朝来市消防本部と養父市消防本部が統合して南但消防本部となり、南但広域行政事務組合の組織となる。

### 組織
- 議会
  - 議員定数：12人
- 執行機関
  - 管理者：1人
  - 副管理者：1人
  - 会計管理者：1人
  - 監査委員：2人
  - 職員：139人[1]

## 消防本部

### 概要
- 消防本部：朝来市和田山町枚田436-1
- 管内面積：825.76km2
- 職員定数：98人
- 消防署2カ所、出張所2カ所
- 主力機械
  - 消防ポンプ車：4
  - 水槽付き消防ポンプ車：1
  - はしご車：1
  - 化学車：1
  - 救急自動車：7
  - 救助工作車：2 
    - 救助工作車のうち朝来消防署の車両は兵庫県下初のバス型救助工作車。

  - 指揮車：4
  - 広報車：2
  - 司令車：1
  - 指揮支援車：1

### 沿革
- 2004年 （平成16年）4月1日 - 養父郡八鹿町・養父町・大屋町・関宮町の新設合併により、養父市が発足する。
  - 4町が設立していた養父郡広域事務組合（1978年4月1日消防本部設置）が合併前日をもって解散し、養父市に承継する。養父郡消防本部より、単独消防として養父市消防本部を設置する。
- 2005年（平成17年）4月1日 - 朝来郡生野町・和田山町・山東町・朝来町の新設合併により、朝来市が発足する。
  - 4町が設立していた朝来郡広域行政事務組合（1976年4月1日消防本部設置）が合併前日をもって解散し、朝来市に承継する。あさご消防本部より、単独消防として朝来市消防本部を設置する。
- 2013年（平成25年）4月1日 - 朝来市消防本部と養父市消防本部が統合して南但広域行政事務組合の南但消防本部となる。